# Chiara Kirstein
Chiara Kirstein (* 9. September 1993 in Oberhausen) ist eine deutsche Fußballspielerin, die zeitweise beim Bundesligisten MSV Duisburg unter Vertrag stand.

## Karriere
Erster Verein der in Oberhausen geborenen und heute in Essen lebenden Kirstein war Rot-Weiß Oberhausen. Später spielte sie als Schülerin bzw. Jugendliche beim FC Karnap und von 2007 bis 2010 beim FCR Duisburg, mit dem sie 2008/09 Vizemeister der B-Juniorinnen wurde. Ihre erste Station als Torhüterin einer Damenmannschaft war der Turnerbund Heißen in Mülheim an der Ruhr. Zur Saison 2012/13 wurde sie wieder beim FCR verpflichtet. Ursprünglich war sie für die Zweite Mannschaft vorgesehen, rückte jedoch schon in der Vorbereitungsphase aufgrund personeller Engpässe zeitweise in den Kader des Bundesligateams auf und stand unter anderem im Spiel gegen Paris Saint-Germain im Tor. Ihr erstes Meisterschaftsspiel in der Frauen-Bundesliga bestritt sie am 3. März 2013 in der Begegnung gegen Bayer Leverkusen.

## Erfolge
- Vizemeister der B-Juniorinnen 2008/09